# 度會郡
度會郡（日语：／ Watarai gun */?）為位於日本三重縣中部的郡。
現轄有以下4町：
- 玉城町
- 度會町
- 大紀町
- 南伊勢町

在1879年實施郡區町村編制法時的轄區還包括現在的伊勢市全部地區、志摩市西部小部分地區、明和町南部小部分地區。

## 歷史
過去在令制國時代屬於伊勢國，不過南側沿海區域最初屬於志摩國英虞郡，直到1582年才由當時的伊勢國司北畠信雄將其劃入伊勢國度會郡。
最初在8世紀時為神宮所領有的神郡，也是最早的神郡，到12世紀伊勢神宮在伊勢國內共多達八個郡，被合稱為「神八郡」，其中度會郡及周邊幾個距離伊勢神宮較近的三個郡又被合稱為「神三郡」或「道後三郡」；但在14世紀南北朝時代後，伊勢神宮對神郡的實際支配能力逐漸降低，實際上管轄的只剩下包含度會郡在內的神三郡，但在北畠氏在伊勢國崛起後，神三郡也淪為伊勢神宮名義上的領地，實際上則是由北畠氏所支配。
江戶時代後，東部現在伊勢市的區域成為伊勢神宮領地和幕府直屬領，同時幕府在此設有山田奉行負責管理伊勢神宮及伊勢國、志摩國的事務；而其餘地區則大多屬於紀州德川家紀州藩的領地，其他還有部分區域屬於信樂代官所和鳥羽藩。
1868年明治維新後日本新政府將度會郡內原屬信樂代官所的區域改隸屬新設立的大津縣，原屬山田奉行和伊勢神宮的區域改隸屬也是新設立的度會府（隔年又改為度會縣）；1871年廢藩置縣後，其他原本屬於紀州藩和鳥羽藩的區域改隸屬和歌山縣和鳥羽縣；不過在1872年的第一次府縣整併後，度會郡內的全數區域被劃入度會縣，1876年第二次府縣整併後再被併入三重縣。
1879年實施郡區町村編製法時，正式設置近代的行政區劃「度會郡」，並在宇治山田町（位於現在的伊勢市）設置郡役所。

### 沿革

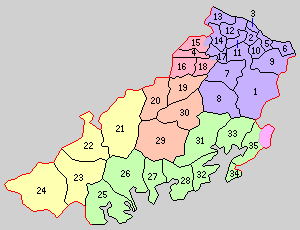
1889年度會郡轄下的行政區劃：
1.宇治山田町、2.神社町、3.大湊町、4.田丸町、5.東二見村、6.西二見村、7.宮本村、8.沼木村、9.四鄉村、10.濱鄉村、11.御薗村、12.豐濱村、13.北濱村、14.小俁村、15.有田村、16.東外城田村、17.城田村、18.下外城田村、19.內城田村、20.中川村、21.七保村、22.瀧原村、23.柏崎村、24.大內山村、25.島津村、26.吉津村、27.鵜倉村、28.中島村、29.一之瀨村、30.小川鄉村、31.穗原村、32.南海村、33.五所村、34.宿田曾村、35.神原村
（紫色：現屬伊勢市、桃：現屬志摩市、紅：現屬玉城町、橙：現屬度會町、黃：現屬大紀町、綠：現屬南伊勢町）

- 1889年4月1日：實施町村制，度會郡下設：宇治山田町、神社町（日语：神社町）、大湊町（日语：大湊 (伊勢市)）、田丸町（日语：田丸町）、東二見村（日语：東二見村）、西二見村（日语：西二見村）、宮本村（日语：宮本村 (三重県)）、沼木村（日语：沼木村 (三重県)）、四鄉村（日语：四郷村 (三重県度会郡)）、濱鄉村（日语：浜郷村）、御薗村（日语：御薗村）、豐濱村（日语：豊浜村 (三重県)）、北濱村（日语：北浜村 (三重県)）、小俁村（日语：小俣町 (三重県)）、有田村（日语：有田村 (三重県)）、東外城田村（日语：東外城田村）、城田村（日语：城田村 (三重県)）、下外城田村（日语：下外城田村）、內城田村（日语：内城田村）、中川村（日语：中川村 (三重県度会郡)）、七保村（日语：七保村）、瀧原村（日语：滝原町）、柏崎村（日语：柏崎村 (三重県)）、大內山村（日语：大内山村）、島津村（日语：島津村 (三重県)）、吉津村（日语：吉津町）、鵜倉村（日语：鵜倉村）、中島村（日语：中島村 (三重県)）、一之瀨村（日语：一之瀬村 (三重県)）、小川鄉村（日语：小川郷村）、穗原村（日语：穂原村 (三重県)）、南海村（日语：南海村）、五所村（日语：五ヶ所町）、宿田曾村（日语：宿田曽村）、神原村（日语：神原村 (三重県)）。（4町31村）
- 1897年9月1日：實施郡制（日语：郡制）。
- 1923年4月1日：廢除郡會和郡參事會。
- 1926年7月1日：廢除郡役所，此後郡不再作為行政區劃，只作為地名的表示。
- 1906年9月1日：宇治山田町改制為宇治山田市，並脫離度會郡的管轄。（3町31村）
- 1908年5月1日：東二見村和西二見村合併為二見町（日语：二見町 (三重県)）。（4町29村）
- 1928年11月3日：小俣村改制為小俁町（日语：小俣町 (三重県)）。（5町28村）
- 1940年2月11日：（7町26村）
  - 瀧原村改制為瀧原町（日语：滝原町）。
  - 五所村改制為五所町（日语：五ヶ所町）。
- 1941年5月5日：神社町被併入宇治山田市。（6町26村）
- 1943年12月1日：大湊町、宮本村、濱鄉村被併入宇治山田市。（5町24村）
- 1954年9月10日：吉津村改制為吉津町（日语：吉津町）。（6町23村）
- 1955年1月1日：豐濱村、北濱村、城田村、四鄉村被併入宇治山田市；同一天宇治山田市改名為伊勢市。（6町19村）
- 1955年2月11日：（6町15村）
  - 五所町、穗原村、南海村、宿田曾村和神原村的部分地區（泉、神津佐、下津浦、木谷）合併為南勢町（日语：南勢町）。
  - 神原村的其餘地區（檜山、栗木廣、山原）被併入志摩郡磯部村（日语：磯部村 (三重県)）；同一天磯部村又與的矢村（日语：的矢村）合併為磯部町（日语：磯部町 (三重県)）（現屬志摩市）。
- 1955年4月1日：（6町8村）
  - 吉津町、島津村、鵜倉村、中島村合併為南島町（日语：南島町）。
  - 沼木村被併入伊勢市。
  - 小川鄉村、內城田村、一之瀨村、中川村合併為度會村。
- 1955年4月10日：（6町6村）
  - 田丸町、東外城田村和有田村的部分地區（長更、世古、門前、坂本、谷村、玉川、岡村、妙法寺、中樂、久保、井倉除了妻妻廣）合併為玉城町。[2]
  - 有田村的其餘地區（湯田、新村、井倉字妻妻廣）被併入小俁町。
- 1956年9月30日：（6町4村）
  - 瀧原町、七保村合併為大宮町（日语：大宮町 (三重県)）。
  - 下外城田村被併入玉城町。[2]
- 1957年2月1日：柏崎村和北牟婁郡錦町（日语：錦町 (三重県)）合併為紀勢町（日语：紀勢町），屬度會郡。（7町3村）
- 1957年4月1日：玉城町的粟野地區被併入伊勢市。[2]
- 1968年1月1日：度會村改制為度會町。（8町2村）
- 2005年2月14日：大宮町、紀勢町、大內山村合併為大紀町。（7町1村）
- 2005年10月1日：南勢町和南島町合併為南伊勢町。[3]（6町1村）
- 2005年11月1日：二見町、小俁町、御薗村和伊勢市合併為新設立的伊勢市[4]，並脫離度會郡的管轄。（4町）

### 變遷表
| 1889年4月1日                                      | 1889年 - 1912年                                   | 1912年 - 1944年                   | 1945年 - 1954年                   | 1955年 - 1989年                   | 1955年 - 1989年            | 1955年 - 1989年            | 1989年 - 現在                | 現在                         |
| ------------------------------------------------- | ------------------------------------------------- | --------------------------------- | --------------------------------- | --------------------------------- | -------------------------- | -------------------------- | ---------------------------- | ---------------------------- |
| 宇治山田町                                        | 1906年9月1日 改制為宇治山田市                     | 1906年9月1日 改制為宇治山田市     | 1906年9月1日 改制為宇治山田市     | 宇治山田市                        | 1955年1月1日 改名為伊勢市  | 伊勢市                     | 2005年11月1日 合併為伊勢市   | 2005年11月1日 合併為伊勢市   |
| 神社町                                            | 神社町                                            | 神社町                            | 1941年5月5日 併入宇治山田市       | 宇治山田市                        | 1955年1月1日 改名為伊勢市  | 伊勢市                     | 2005年11月1日 合併為伊勢市   | 2005年11月1日 合併為伊勢市   |
| 大湊町                                            | 大湊町                                            | 大湊町                            | 1943年12月1日 併入宇治山田市      | 宇治山田市                        | 1955年1月1日 改名為伊勢市  | 伊勢市                     | 2005年11月1日 合併為伊勢市   | 2005年11月1日 合併為伊勢市   |
| 宮本村                                            |                                                   |                                   | 1943年12月1日 併入宇治山田市      | 宇治山田市                        | 1955年1月1日 改名為伊勢市  | 伊勢市                     | 2005年11月1日 合併為伊勢市   | 2005年11月1日 合併為伊勢市   |
| 濱鄉村                                            |                                                   |                                   | 1943年12月1日 併入宇治山田市      | 宇治山田市                        | 1955年1月1日 改名為伊勢市  | 伊勢市                     | 2005年11月1日 合併為伊勢市   | 2005年11月1日 合併為伊勢市   |
| 四鄉村                                            | 四鄉村                                            | 四鄉村                            | 四鄉村                            | 1955年1月1日 併入宇治山田市       | 1955年1月1日 改名為伊勢市  | 伊勢市                     | 2005年11月1日 合併為伊勢市   | 2005年11月1日 合併為伊勢市   |
| 豐濱村                                            |                                                   |                                   |                                   | 1955年1月1日 併入宇治山田市       | 1955年1月1日 改名為伊勢市  | 伊勢市                     | 2005年11月1日 合併為伊勢市   | 2005年11月1日 合併為伊勢市   |
| 北濱村                                            |                                                   |                                   |                                   | 1955年1月1日 併入宇治山田市       | 1955年1月1日 改名為伊勢市  | 伊勢市                     | 2005年11月1日 合併為伊勢市   | 2005年11月1日 合併為伊勢市   |
| 城田村                                            |                                                   |                                   |                                   | 1955年1月1日 併入宇治山田市       | 1955年1月1日 改名為伊勢市  | 伊勢市                     | 2005年11月1日 合併為伊勢市   | 2005年11月1日 合併為伊勢市   |
| 沼木村                                            | 沼木村                                            | 沼木村                            | 沼木村                            | 沼木村                            | 1955年4月1日 併入伊勢市    | 伊勢市                     | 2005年11月1日 合併為伊勢市   | 2005年11月1日 合併為伊勢市   |
| 東二見村                                          | 1908年5月1日 合併為二見町                         | 1908年5月1日 合併為二見町         | 1908年5月1日 合併為二見町         | 1908年5月1日 合併為二見町         | 1908年5月1日 合併為二見町  | 1908年5月1日 合併為二見町  | 2005年11月1日 合併為伊勢市   | 2005年11月1日 合併為伊勢市   |
| 西二見村                                          | 1908年5月1日 合併為二見町                         | 1908年5月1日 合併為二見町         | 1908年5月1日 合併為二見町         | 1908年5月1日 合併為二見町         | 1908年5月1日 合併為二見町  | 1908年5月1日 合併為二見町  | 2005年11月1日 合併為伊勢市   | 2005年11月1日 合併為伊勢市   |
| 御薗村                                            |                                                   |                                   |                                   |                                   |                            |                            | 2005年11月1日 合併為伊勢市   | 2005年11月1日 合併為伊勢市   |
| 小俁村                                            | 小俁村                                            | 1928年11月3日 改制為小俁町        | 1928年11月3日 改制為小俁町        | 1928年11月3日 改制為小俁町        | 1928年11月3日 改制為小俁町 | 小俁町                     | 2005年11月1日 合併為伊勢市   | 2005年11月1日 合併為伊勢市   |
| 有田村                                            | 有田村                                            | 有田村                            | 有田村                            | 有田村                            | 1955年4月10日 併入小俁町   | 小俁町                     | 2005年11月1日 合併為伊勢市   | 2005年11月1日 合併為伊勢市   |
| 有田村                                            | 有田村                                            | 有田村                            | 有田村                            | 有田村                            | 玉城町                     |                            |                              |                              |
| 田丸町                                            | 田丸町                                            | 田丸町                            | 田丸町                            | 田丸町                            | 1955年4月10日 合併為玉城町 |                            |                              |                              |
| 東外城田村                                        |                                                   |                                   |                                   |                                   | 1955年4月10日 合併為玉城町 |                            |                              |                              |
| 下外城田村                                        | 下外城田村                                        | 下外城田村                        | 下外城田村                        | 下外城田村                        | 1956年9月30日 併入玉城町   |                            |                              |                              |
| 內城田村                                          | 內城田村                                          | 內城田村                          | 內城田村                          | 內城田村                          | 1955年4月1日 合併為度會村  | 1968年1月1日 改制為度會町  | 1968年1月1日 改制為度會町    | 1968年1月1日 改制為度會町    |
| 中川村                                            |                                                   |                                   |                                   |                                   | 1955年4月1日 合併為度會村  | 1968年1月1日 改制為度會町  | 1968年1月1日 改制為度會町    | 1968年1月1日 改制為度會町    |
| 一之瀨村                                          |                                                   |                                   |                                   |                                   | 1955年4月1日 合併為度會村  | 1968年1月1日 改制為度會町  | 1968年1月1日 改制為度會町    | 1968年1月1日 改制為度會町    |
| 小川鄉村                                          |                                                   |                                   |                                   |                                   | 1955年4月1日 合併為度會村  | 1968年1月1日 改制為度會町  | 1968年1月1日 改制為度會町    | 1968年1月1日 改制為度會町    |
| 島津村                                            | 島津村                                            | 島津村                            | 島津村                            | 島津村                            | 1955年4月1日 合併為南島町  | 1955年4月1日 合併為南島町  | 2005年10月1日 合併為南伊勢町 | 2005年10月1日 合併為南伊勢町 |
| 吉津村                                            | 吉津村                                            | 吉津村                            | 1954年9月10日 改制為吉津町        | 1954年9月10日 改制為吉津町        | 1955年4月1日 合併為南島町  | 1955年4月1日 合併為南島町  | 2005年10月1日 合併為南伊勢町 | 2005年10月1日 合併為南伊勢町 |
| 鵜倉村                                            |                                                   |                                   |                                   |                                   | 1955年4月1日 合併為南島町  | 1955年4月1日 合併為南島町  | 2005年10月1日 合併為南伊勢町 | 2005年10月1日 合併為南伊勢町 |
| 中島村                                            |                                                   |                                   |                                   |                                   | 1955年4月1日 合併為南島町  | 1955年4月1日 合併為南島町  | 2005年10月1日 合併為南伊勢町 | 2005年10月1日 合併為南伊勢町 |
| 穗原村                                            | 穗原村                                            | 穗原村                            | 穗原村                            | 穗原村                            | 1955年2月11日 合併為南勢町 | 1955年2月11日 合併為南勢町 | 2005年10月1日 合併為南伊勢町 | 2005年10月1日 合併為南伊勢町 |
| 南海村                                            |                                                   |                                   |                                   |                                   | 1955年2月11日 合併為南勢町 | 1955年2月11日 合併為南勢町 | 2005年10月1日 合併為南伊勢町 | 2005年10月1日 合併為南伊勢町 |
| 五所村                                            | 五所村                                            | 五所村                            | 1940年2月11日 改制為五所町        | 1940年2月11日 改制為五所町        | 1955年2月11日 合併為南勢町 | 1955年2月11日 合併為南勢町 | 2005年10月1日 合併為南伊勢町 | 2005年10月1日 合併為南伊勢町 |
| 宿田曾村                                          |                                                   |                                   |                                   |                                   | 1955年2月11日 合併為南勢町 | 1955年2月11日 合併為南勢町 | 2005年10月1日 合併為南伊勢町 | 2005年10月1日 合併為南伊勢町 |
| 神原村                                            |                                                   |                                   |                                   |                                   |                            |                            | 2005年10月1日 合併為南伊勢町 | 2005年10月1日 合併為南伊勢町 |
| 1955年2月11日 併入志摩郡磯部村 合併為志摩郡磯部町 | 1955年2月11日 併入志摩郡磯部村 合併為志摩郡磯部町 | 2004年10月1日 合併為志摩市        | 2004年10月1日 合併為志摩市        |                                   |                            |                            |                              |                              |
| 瀧原村                                            | 瀧原村                                            | 瀧原村                            | 1940年2月11日 改制為瀧原町        | 1940年2月11日 改制為瀧原町        | 1956年9月30日 合併為大宮町 | 1956年9月30日 合併為大宮町 | 2005年2月14日 合併為大紀町   | 2005年2月14日 合併為大紀町   |
| 七保村                                            |                                                   |                                   |                                   |                                   | 1956年9月30日 合併為大宮町 | 1956年9月30日 合併為大宮町 | 2005年2月14日 合併為大紀町   | 2005年2月14日 合併為大紀町   |
| 大內山村                                          |                                                   |                                   |                                   |                                   |                            |                            | 2005年2月14日 合併為大紀町   | 2005年2月14日 合併為大紀町   |
| 柏崎村                                            | 柏崎村                                            | 柏崎村                            | 柏崎村                            | 柏崎村                            | 1957年2月1日 合併為紀勢町  | 1957年2月1日 合併為紀勢町  | 2005年2月14日 合併為大紀町   | 2005年2月14日 合併為大紀町   |
| 北牟婁郡錦村                                      | 北牟婁郡錦村                                      | 1940年11月10日 改制為北牟婁郡錦町 | 1940年11月10日 改制為北牟婁郡錦町 | 1940年11月10日 改制為北牟婁郡錦町 | 1957年2月1日 合併為紀勢町  | 1957年2月1日 合併為紀勢町  | 2005年2月14日 合併為大紀町   | 2005年2月14日 合併為大紀町   |